# Gran Premio de Alemania de Motociclismo de 1954
El Gran Premio de Alemania de Motociclismo de 1954 fue la sexta prueba de la temporada 1954 del Campeonato Mundial de Motociclismo. El Gran Premio se disputó el 25 de julio de 1954 en el Circuito de Solitude.

## Resultados 500cc
Geoff Duke ganó su tercer Gran Premio consecutivo, pero todavía no se había asegurado el título mundial a falta de tres carreras. Ray Amm terminó a solo tres segundos de Duke. Detrás de eso, las diferencias ya eran más grandes. El tercer clasificado Reg Armstrong ya estaba más de un minuto. La MV Agusta 500 4C aún no pudo realizar: Dickie Dale fue clasificado vigésimo y Carlo Bandirola se retiró. Dennis Lashmar se cayó y murió a causa de una fractura en la base del cráneo.
| Pos.    | Piloto               | Equipo     | Tiempo/Retirado | Puntos |
| ------- | -------------------- | ---------- | --------------- | ------ |
| 1       | Geoff Duke           | Gilera     | 1:25"49'8       | 8      |
| 2       | Ray Amm              | Norton     | +3'3            | 6      |
| 3       | Reg Armstrong        | Gilera     | +1"08'9         | 4      |
| 4       | Ken Kavanagh         | Moto Guzzi | +1"36'1         | 3      |
| 5       | Fergus Anderson      | Moto Guzzi | +2"10'3         | 2      |
| 6       | Jack Brett           | Norton     | +2"21'6         | 1      |
| 7       | Bob McIntyre         | AJS        | +2"38'9         |        |
| 8       | Rod Coleman          | AJS        | +4"05'8         |        |
| 9       | Leo Simpson          | Matchless  | +5"00'1         |        |
| 10      | Maurice Quincey      | Norton     | +1 Vuelta       |        |
| 11      | Piet Knijnenburg     | BMW        |                 |        |
| 12      | Jack Ahearn          | Norton     |                 |        |
| 13      | Raoul Gerrebos       | Norton     |                 |        |
| 14      | Cyril Julian         | Norton     |                 |        |
| 15      | Alois Huber          | Norton     |                 |        |
| 16      | Rudolf Knees         | BMW        |                 |        |
| 17      | Karl Kronmüller      | BMW        |                 |        |
| 18      | Edgar Barth          | Norton     |                 |        |
| 19      | Bob Matthews         | Norton     |                 |        |
| 20      | Dickie Dale          | MV Agusta  |                 |        |
| 21      | Karl-Julius Holthaus | Triumph    |                 |        |
| Ret     | Dennis Lashmar       | BSA        | Ret (†)         |        |
| Ret     | Derek Farrant        | AJS        | Ret             |        |
| Ret     | Carlo Bandirola      | MV Agusta  | Ret             |        |
| Ret     | Enrico Lorenzetti    | Moto Guzzi | Ret             |        |
| Ret     | Phil Heath           | Norton     | Ret             |        |
| Ret     | John Storr           | Norton     | Ret             |        |
| Ret     | Stanley Dibben       | Norton     | Ret             |        |
| Ret     | Robert Zeller        | BMW        | Ret             |        |
| Ret     | Ernst Riedelbauch    | Norton     | Ret             |        |
| Ret     | Walter Zeller        | BMW        | Ret             |        |
| Ret     | Gerrit von Woedkte   | Norton     | Ret             |        |
| Ret     | Paul Fahey           | Matchless  | Ret             |        |
| Ret     | Eric Hinton          | Norton     | Ret             |        |
| Ret     | Robert Matthews      | Norton     | Ret             |        |
| Ret     | Günther Borgesdiek   | Norton     | Ret             |        |
| Fuente: |                      |            |                 |        |

## Resultados 350cc
Después de dos Grandes Premios ionmaculados, Moto Guzzi sufrió un pinchazo con el abandono de todos sus pilotos (Fergus Anderson, Enrico Lorenzetti y Ken Kavanagh). Eso abrió el camino a Ray Amm para ganar la carrera y dejó el liderato en la clasificación del Mundial a Rod Coleman, que terminó segundo con su AJS 7R3. Georg Braun anotó una carrera con la Schnell-Horex. Curiosamente, DKW no había aparecido, ni tampoco MV Agustaː Tanto la DKW RM 350 como el MV Agusta 350 4C estaban todavía en fase de desarrollo.
| Pos. | Piloto             | Moto          | Tiempo/Retirado | Puntos |
| ---- | ------------------ | ------------- | --------------- | ------ |
| 1    | Ray Amm            | Norton        | 1:11"30'1       | 8      |
| 2    | Rod Coleman        | AJS           |                 | 6      |
| 3    | Jack Brett         | Norton        |                 | 4      |
| 4    | Maurice Quincey    | Norton        |                 | 3      |
| 5    | Leo Simpson        | AJS           |                 | 2      |
| 6    | Georg Braun        | Schnell-Horex |                 | 1      |
| 7    | Derek Farrant      | AJS           |                 |        |
| 8    | Bob McIntyre       | AJS           |                 |        |
| 9    | Jack Ahearn        | Norton        |                 |        |
| 10   | Hans-Gunther Jäger | AJS           |                 |        |
| Ret  | Enrico Lorenzetti  | Moto Guzzi    | Ret             |        |
| Ret  | Ken Kavanagh       | Moto Guzzi    | Ret             |        |
| Ret  | Fergus Anderson    | Moto Guzzi    | Ret             |        |

## Resultados 250cc
Werner Haas ya era matemáticamente campeón del mundo de 250 cc, pero eso no le impidió ganar el quinto Gran Premio consecutivo por delante de su compañero de equipo Rupert Hollaus. Helmut Hallmeier quedó tercero con su Adler.
| Pos. | Piloto              | Moto       | Tiempo/Retirado | Puntos |
| ---- | ------------------- | ---------- | --------------- | ------ |
| 1    | Werner Haas         | NSU        | 1:00"32'9       | 8      |
| 2    | Rupert Hollaus      | NSU        |                 | 6      |
| 3    | Helmut Hallmeier    | Adler      |                 | 4      |
| 4    | Arthur Wheeler      | Moto Guzzi |                 | 3      |
| 5    | Walter Reichert     | NSU        |                 | 2      |
| 6    | Walter Vogel        | Adler      |                 | 1      |
| 7    | Karl Lottes         | DKW        |                 |        |
| 8    | Kurt Knopf          | NSU        |                 |        |
| 9    | Tommy Wood          | Moto Guzzi |                 |        |
| 10   | Fritz Klager        | NSU        |                 |        |
| Ret  | Hermann Paul Muller | NSU        | Ret             |        |

## Resultados 125cc
También en la carrera de 125cc, la división de roles funcionó para la NSU. Rupert Hollaus ganó su cuarto Gran Premio y, por lo tanto, se aseguraba su título mundial. Werner Haas quedó segundo para Carlo Ubbiali con la MV Agusta Bialbero 125.
| Pos. | Piloto              | Moto       | Tiempo/Retirado | Puntos |
| ---- | ------------------- | ---------- | --------------- | ------ |
| 1    | Rupert Hollaus      | NSU        | 54"08'3         | 8      |
| 2    | Werner Haas         | NSU        | +38"7           | 6      |
| 3    | Carlo Ubbiali       | MV Agusta  | +41"7           | 4      |
| 4    | Hermann Paul Müller | NSU        | +1'41"1         | 3      |
| 5    | Cecil Sandford      | MV Agusta  | +2'47"4         | 2      |
| 6    | Karl Lottes         | MV Agusta  | +1 Vuelta       | 1      |
| 7    | Angello Marelli     | MV Agusta  | +1 Vuelta       |        |
| 8    | Horst Fügner        | IFA        | +1 Vuelta       |        |
| 9    | Fritz Dirtl         | FB Mondial | +1 Vuelta       |        |
| 10   | Erhart Krumpholz    | IFA        | +1 Vuelta       |        |
| Ret  | Pierre Michel       | Jonghi     | Ret             |        |
| Ret  | Hans Baltisberger   | NSU        | Ret             |        |